# Violazione di domicilio
La violazione di domicilio è il reato previsto dall'art. 614 del codice penale, che punisce, chiunque si introduca o si trattiene nell'abitazione altrui.
La sanzione è della reclusione da sei mesi a tre anni, ma se il fatto è commesso con violenza sulle cose o alle persone, o se il colpevole è palesemente armato, la pena è da uno a cinque anni e si procede d'ufficio (cioè anche in mancanza di querela).

## Disciplina normativa
Il testo dell'art. 614 dispone:
Alla stessa pena soggiace chi si trattiene nei detti luoghi contro l'espressa volontà di chi ha il diritto di escluderlo, ovvero vi si trattiene clandestinamente o con inganno.
La pena è da due a sei anni se il fatto è commesso con violenza sulle cose, o alle persone, ovvero se il colpevole è palesemente armato.
Il delitto è punibile a querela della persona offesa. Si procede, tuttavia, d'ufficio quando il fatto è commesso con violenza alle persone, ovvero se il colpevole è palesemente armato o se il fatto è commesso con violenza sulle cose nei confronti di persone ovvero se il colpevole è palesemente armato o se il fatto è commesso con violenza sulle cose nei confronti di persona incapace, per età o per infermità»

## Analisi

### Tipicità
L'analisi del reato in questione presuppone preliminarmente la definizione di due dei suoi elementi tipici quali i concetti di privata dimora e di appartenenza, entrambi di elaborazione dottrinale e giurisprudenziale.
La Corte di Cassazione, infatti, seguendo il dato testuale della norma, si è orientata nel non restringere il concetto di "privata dimora" a quello di abitazione, includendo nel primo tutti quei luoghi ove si svolge qualsivoglia attività inerente alla vita privata del soggetto che si debba esplicare al di fuori delle ingerenze altrui. In base a questo assunto costituiscono privata dimora (ma non abitazione) la camera di albergo, il circolo privato e gli studi professionali o gli uffici commerciali localizzati al di fuori dell'abitazione. Discussa è l'individuazione dello stabilimento industriale quale privata dimora: a fronte di un orientamento non univoco della Cassazione i giudici di merito tendono a escluderla.
Per la realizzazione del fatto tipico deve sussistere come corollario l'attualità dell'uso di tutti i siti appena elencati così come dell'abitazione.
La giurisprudenza penale, a differenza di quella civile, ha poi individuato nel concetto di appartenenze non solo le costruzioni accessorie all'abitazione o al luogo di privata dimora quale, ad esempio, il garage, ma tutti quei siti che ne migliorano l'uso e il godimento, quale, ad esempio, il giardino.
Il delitto di violazione di domicilio nella sua forma prevista dall'art. 614 C.p. è un reato comune, di danno e di evento. L'interesse giuridico tutelato è la libertà domestica e cioè il diritto del cittadino, sancito dalla Costituzione all'art. 14, di vivere liberamente della propria abitazione al riparo da ingerenze o intromissioni arbitrarie. A forma libera presuppone come condotta l'atto da parte del reo di introdursi o trattenersi nei luoghi indicati dalla fattispecie senza il consenso dell'utilizzatore: equiparata alla coscienza della manifestazione di dissenso è sia l'introduzione clandestina sia quella con l'inganno.
Il reato è aggravato quando il fatto è commesso con violenza sulle cose o sulle persone o da soggetto palesemente armato. Forma particolare della violazione di domicilio, ma costituente una fattispecie a sé stante, è il reato di Violazione di domicilio commessa da un pubblico ufficiale, prevista dall'art. 615 C.p.

### Elemento soggettivo
Elemento soggettivo del reato è il dolo generico consistente nella consapevolezza di introdursi o di trattenersi nell'abitazione altrui senza o contro il consenso del legittimato.

### Casi di legittima difesa
Con la legge 13 febbraio 2006, n. 59 si dichiarò la volontà di estendere i casi di legittima difesa, nei confronti di chi viola il domicilio. In realtà, una presunzione è stata introdotta con esclusivo riferimento al requisito della «proporzionalità, al dichiarato scopo di rafforzare il diritto di autotutela in un privato domicilio o in un luogo ad esso equiparato». 
A dispetto delle proclamazioni, le modifiche all'articolo 52 del codice penale, approvate in quella circostanza, «hanno riguardato solo il concetto di proporzionalità, fermi restando i presupposti dell'attualità dell'offesa e della inevitabilità dell'uso delle armi come mezzo di difesa della propria o dell'altrui incolumità; di conseguenza, la reazione a difesa dei beni è legittima solo quando non vi sia desistenza ed anzi sussista un pericolo attuale per l'incolumità fisica dell'aggredito o di altri». Il commento che la vicenda di quella modifica ha prodotto è che "i proponenti di quella parte politica pensarono di assestare un colpo, al servizio della loro ideologica visione della difesa della proprietà privata, invece di corrispondere alle richieste che, prepotentemente, vengono dalla collettività".

## Considerazioni
In ambito familiare è opportuno rilevare che il diritto di esclusione sussiste in capo a tutti gli abitatori della dimora con la conseguenza che il dissenso dell'uno è in grado di neutralizzare il consenso dell'altro. Qualora la violazione di domicilio sia elemento costitutivo di altro reato è considerata assorbita da quest'ultimo. Da un lato va segnalata l'opinione espressa dal procuratore Carlo Nordio, già presidente della commissione incaricata di riformare il codice penale, in una sua intervista del 20 novembre 2002 al Corriere della Sera: «Oggi le norme in vigore pur consentendo teoricamente a chi si trova di fronte un rapinatore di reagire con le armi, di fatto lo espone a un processo (...) Spesso si ritiene che la reazione a mano armata, anche in casa propria, ecceda il pericolo cui si è esposti. Di conseguenza viene punita (...) La norma (è) molto generica e lascia spazio ad interpretazioni opposte: lecito, illecito. Assoluzione, punizione (...) un codice di impronta liberale (dovrebbe) garantire la libertà all'individuo di difendersi anche quando non è presente la forza pubblica, avvalendosi di un suo diritto naturale». 
Dall'altro lato il ministro della Giustizia Andrea Orlando, in sede di risposta ad interrogazione relativa all'estensione dell'ambito di applicazione della legittima difesa, anche al fine di escludere obblighi risarcitori in capo a chi risulti beneficiario dell'esimente (n. 3-02945), ha sostenuto: "la potestà punitiva appartiene esclusivamente allo Stato che deve garantire le misure più idonee a salvaguardare la sicurezza della collettività anche al fine di scongiurare il dilagare di forme di giustizia privata. Tutte le istituzioni a partire dalla stessa autorità giudiziaria prestano la massima attenzione al tema del contrasto ai reati predatori proprio nella consapevolezza che tali fattispecie delittuose inficiano il senso di fiducia dei cittadini nelle istituzioni e generano una percezione di allarme".